# Dawn Bowles
Dawn Bowles (née le 12 novembre 1968) est une athlète américaine, spécialiste du 100 mètres haies.

## Biographie
Elle remporte le titre du 100 m haies lors des Universiades d'été de 1993 à Buffalo. Elle se classe sixième des championnats du monde 1993.
Son record personnel sur 100 m haies est de 12 s 74 (1997).

## Palmarès
| Date | Compétition           | Lieu      | Résultat | Épreuve     | Temps   |
| ---- | --------------------- | --------- | -------- | ----------- | ------- |
| 1991 | Jeux panaméricains    | La Havane | 4e       | 100 m haies | 13 s 24 |
| 1993 | Universiade d'été     | Buffalo   | 1re      | 100 m haies | 13 s 16 |
| 1993 | Championnats du monde | Stuttgart | 6e       | 100 m haies | 12 s 90 |